# Sepphoris
Sepphoris (hebräisch צִפּוֹרִי Zippōrī; altgriechisch Σέπφωρις; in römischer Zeit lateinisch Diocaesarea; arabisch صفورية, DMG Ṣaffūrīya; englisch Tzippori; zur Zeit der Kreuzfahrer französisch Saforie) war eine antike Stadt in Galiläa. Sie war im 1. Jahrhundert v. Chr. eine größere Stadt der Region und befand sich etwa acht Kilometer nördlich von Nazaret. Das antike Sepphoris befindet sich oberhalb des 1949 gegründeten Moschavs Zippori im israelischen Nordbezirk.

## Antike Geschichte
Der jüdische Historiker Flavius Josephus berichtet in seiner Geschichte des jüdischen Krieges, der Pharao Ptolemäus Lathrys habe die Stadt erfolglos an einem Sabbat belagert: Demnach war sie um etwa 106 v. Chr. mit Außenmauern befestigt. Sie wurde von Anhängern des jüdischen Königs Alexander Jannäus – einem Nachfahren der Makkabäer – gegen die Römer verteidigt. Ab 63 v. Chr. war Sepphoris mit ganz Galiläa fest in römischer Hand. Um 55 v. Chr. berief der Prokonsul von Syrien, Aulus Gabinius, das einzige offizielle römische Konzil für Galiläa dorthin ein. Man nimmt daher an, die Stadt sei nun römischer Verwaltungssitz geworden.
Im Krieg zwischen Herodes dem Großen und seinem Rivalen Matthias Antigonos um die Macht über Galiläa geriet Sepphoris zwischen die Fronten. Herodes eroberte die Stadt und hielt sie bis zu seinem Tod im Jahr 4 v. Chr. Judas der Sohn des Ezechias (Judah ben Hezekiah) nutzte die Situation, um die Stadtbewohner zu einem Aufstand gegen die von den Römern protegierten Herodianer zu führen. Daraufhin ließ Publius Quinctilius Varus, damals Gouverneur von Syrien, die Stadt völlig zerstören.
Herodes Antipas, ein Sohn von Herodes dem Großen, ließ sie dann neu aufbauen und machte sie unter dem Namen Autokratoris zum Zentrum seiner Tetrarchie. Bis er 19 n. Chr. in die ebenfalls neu errichtete Stadt Tiberias übersiedelte, war Sepphoris seine Hauptstadt und das besonders schön gestaltete Aushängeschild seiner Herrschaft. Josephus nannte sie darum das „Ornament von ganz Galiläa“ und legt auch nahe, dass sie „die stärkste Stadt Galiläas“, also ein römisches Militärzentrum, war.

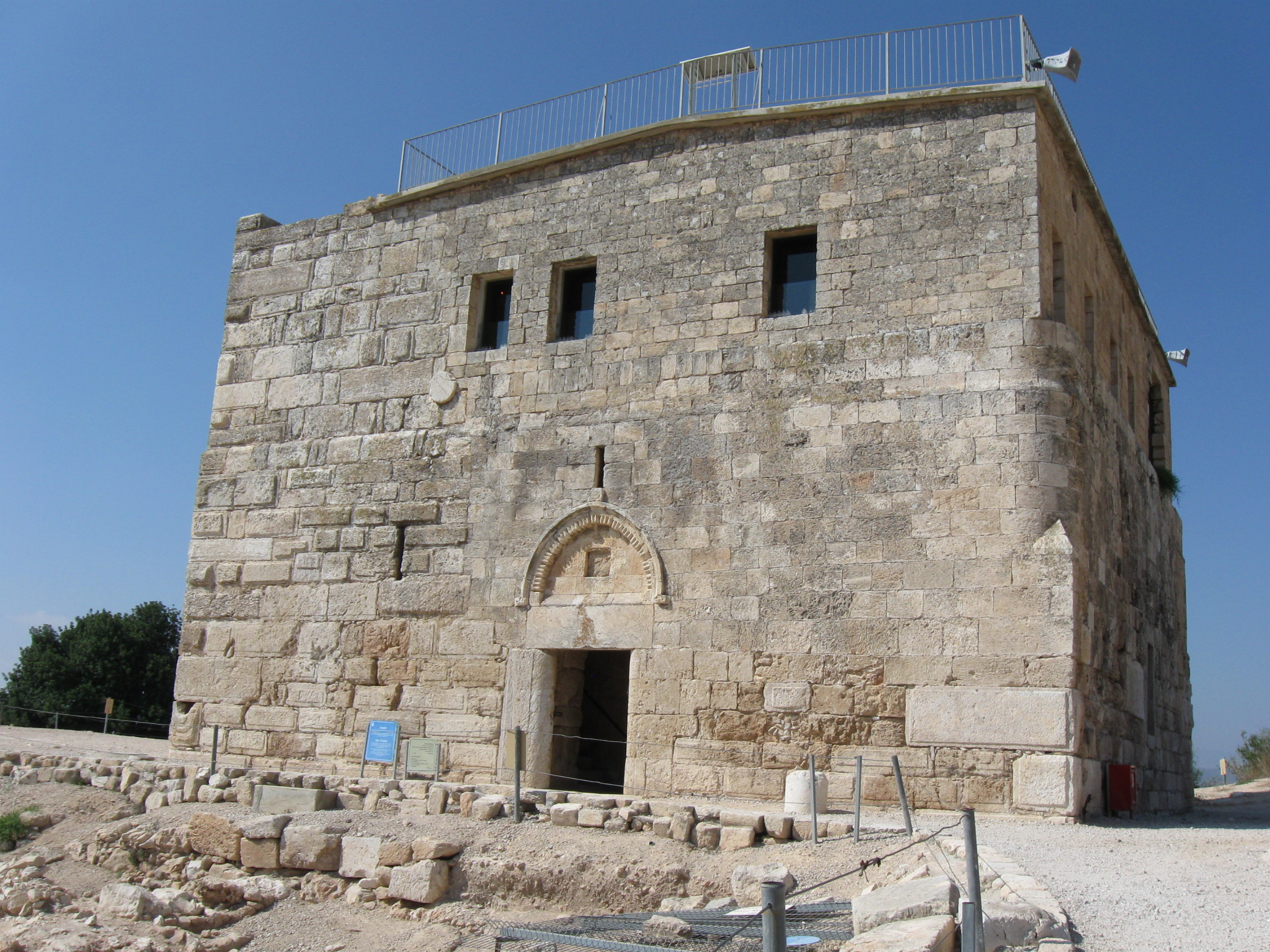
Rest eines Turmes aus der Kreuzfahrerzeit, 2009

In seiner Zeit als Feldherr der galiläischen Juden im Krieg gegen die Römer und im Bürgerkrieg mit Johannes von Gischala eroberte Josephus die Stadt zweimal. Er berichtet, ihre Bewohner seien mit Furcht vor ihren Landsleuten erfüllt gewesen, da sie mit den Römern befreundet waren und mit Cestius Gallus, dem syrischen Statthalter, ein Abkommen getroffen hatten.
Unter Antoninus Pius (138–161) wurde die Stadt in Diocaesarea umbenannt. In byzantinischer Zeit residierte auch ein Bischof hier. Bischof Marcellinus taucht unter den Unterzeichnern der Beschlüsse der Synode von Jerusalem (518) auf. Auf das antike Bistum geht auch das Titularbistum Diocaesarea in Palaestina der römisch-katholischen Kirche zurück.

### Zippori-Nationalpark, Archäologie
Ausgrabungen seit 1950 bestätigen die antiken Notizen: Sepphoris lag auf einer Anhöhe und war weithin sichtbar. Die Straßen der Stadt waren mit kostbarem gebrochenen Marmor ausgelegt. Ein römisches Theater war in einen Hügel hineingebaut. Es hat einen Durchmesser von 42 Metern und bot etwa 4.000 Zuschauern Platz. Aus dem 1. Jahrhundert n. Chr. stammt eine Bürgerbasilika mit weißen Mosaikböden und reichen Wandgemälden. Gewöhnliche und vornehme Häuser fand man im Innenstadtbereich Seite an Seite. Es gab zwei Märkte, auf denen ein reger Handel mit regionalen Waren – vermutlich vor allem mit Nahrungsmitteln (Weizen, Oliven, Weintrauben, Dörrfisch), Keramik, Schmuck und Webstoffen – stattfand.
1993 fand man bei Vorbereitungsarbeiten zur Eröffnung des Nationalparks durch Zufall die Reste einer Synagoge, die durch Münzfunde in den Beginn des frühen fünften Jahrhunderts n. Chr. datiert werden konnte. Besonders die gut erhaltenen Mosaike, die unter anderem den Gott Helios darstellen, bilden eine der Besonderheiten Sepphoris':

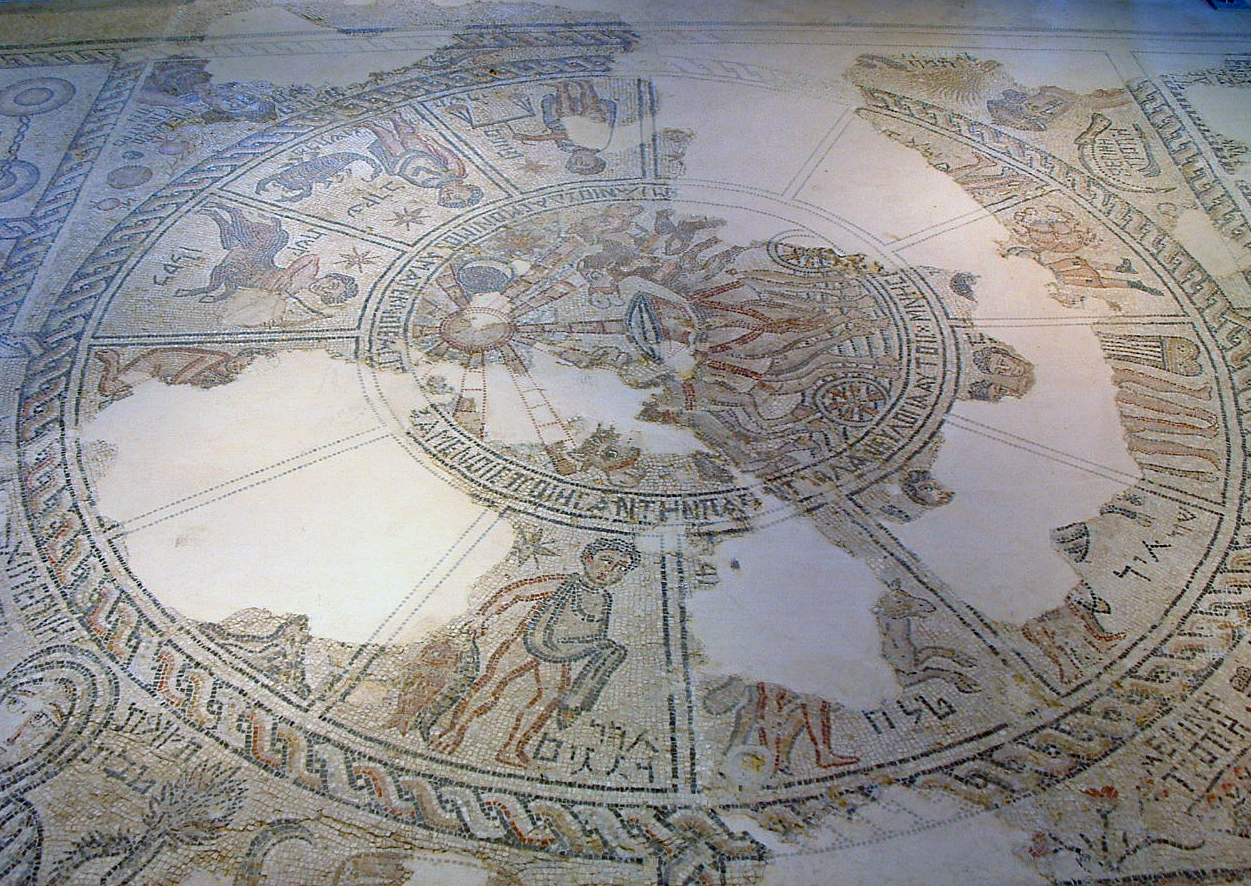
Zodiakmosaik aus der Synagoge von Sepphoris

Das Mosaik der Synagoge ist in sieben Paneele unterteilt, die unterschiedlich gut erhalten sind, insgesamt aber starke Zerstörungen aufweisen. Die Paneele 1, 2 und 4 sind vertikal dreigeteilt, Nr. 6 ist vertikal halbiert, 3, 5 und 7 sind nicht unterteilt. Das Bildprogramm des Mosaiks ist eine Mischung aus biblisch-jüdischen und außerbiblischen Motiven. So finden sich in den Paneelen 7 und 6 (nahe dem Eingang) Darstellungen biblischer Geschichten. Paneele 4, 3 und 2 enthalten jüdische Symbole, Paneel 1 hat in der Mitte einen Kranz, aus dem die Wasserströme des Lebens (?) fließen.
Paneel 5 enthält eine Darstellung des Zodiak. Im (praktisch unbeschädigten) Zentrum sieht man die vier Pferde des Sonnenwagens des Gottes Helios. Der Gott selbst ist nicht figurativ-anthropomorph dargestellt, sondern als Sonne mit Strahlen. Das ist ein wichtiger Unterschied zu anderen Darstellungen des Zodiak (wie z. B. Chammat Tiberias), wo der Sonnengott als menschliche Gestalt abgebildet ist.
Von den darum herum befindlichen figürlichen Sternzeichen sind nur vier weitgehend erhalten. Außerhalb des Tierkreises befinden sich in den Ecken des Quadrats, in welches der Zodiak eingebettet ist, figürliche Darstellungen der vier Jahreszeiten.
Besonders beeindruckend ist die Wasserversorgung der Stadt, die zum ersten Mal im Jahre 1931 durch eine Forschergruppe der Universität Michigan untersucht wurde. 1993 und 1994 untersuchte eine Gruppe des archäologischen Institutes der Universität Tel Aviv das System der Wasserversorgung der antiken Stadt Sepphoris. 1995 wurden Teile der Wasserversorgung für Besucher zugänglich gemacht und bilden eine der Attraktionen des Nationalparks Sepphoris.

### Sozialstruktur
Die Sozialstruktur war stark von Besitz und Abkunft bestimmt. Großgrundbesitzer, Händler und Zolleinnehmer waren die damaligen „Reichen“, die das Stadtgeschehen dominierten. Sie besaßen Ländereien im Umland und lieferten ihre Produkte auch in die Nachbarorte aus. Sie arbeiteten großenteils auch für die Regierung des Herodes. Zur Mittelschicht gehörten Schreiber, Richter, Handwerker, Kleinbauern, Geldwechsler und Steuereintreiber. Manche Forscher vermuten, dass auch Josef und Jesus von Nazaret als Bauhandwerker beim Aufbau von Sepphoris geholfen und dort ihren Unterhalt verdient haben könnten. Zu den Armen gehörten Landlose, Sklaven, Viehhirten, Tagelöhner, Bettler, Prostituierte, Diebe und Banditen.

## Antike Quellen
- zum Konzil des Gabinius: Antiquitates 14,89
- Wiederaufbau unter Herodes Antipas: Antiquitates 18,26

## Neuere Geschichte
Im 12. Jahrhundert errichteten die Kreuzfahrer die gotische St.-Annen-Kirche und eine Burg in Sepphoris, das sie Le Saforie nannten, und gliederten es ihrem Königreich Jerusalem ein.
1516 wurde der nun Saffuriyya genannte Ort Teil des Osmanischen Reichs und war ausschließlich von Muslimen bewohnt. 1556 wurde dort al-Ḥasan al-Būrīnī geboren. 1745 wurde auf dem Hügel neben dem Ort eine Festung errichtet. Die St.-Annen-Kirche, zu der im 17. Jahrhundert noch Wallfahrten stattfanden, war spätestens zu Beginn des 19. Jahrhunderts zerstört.

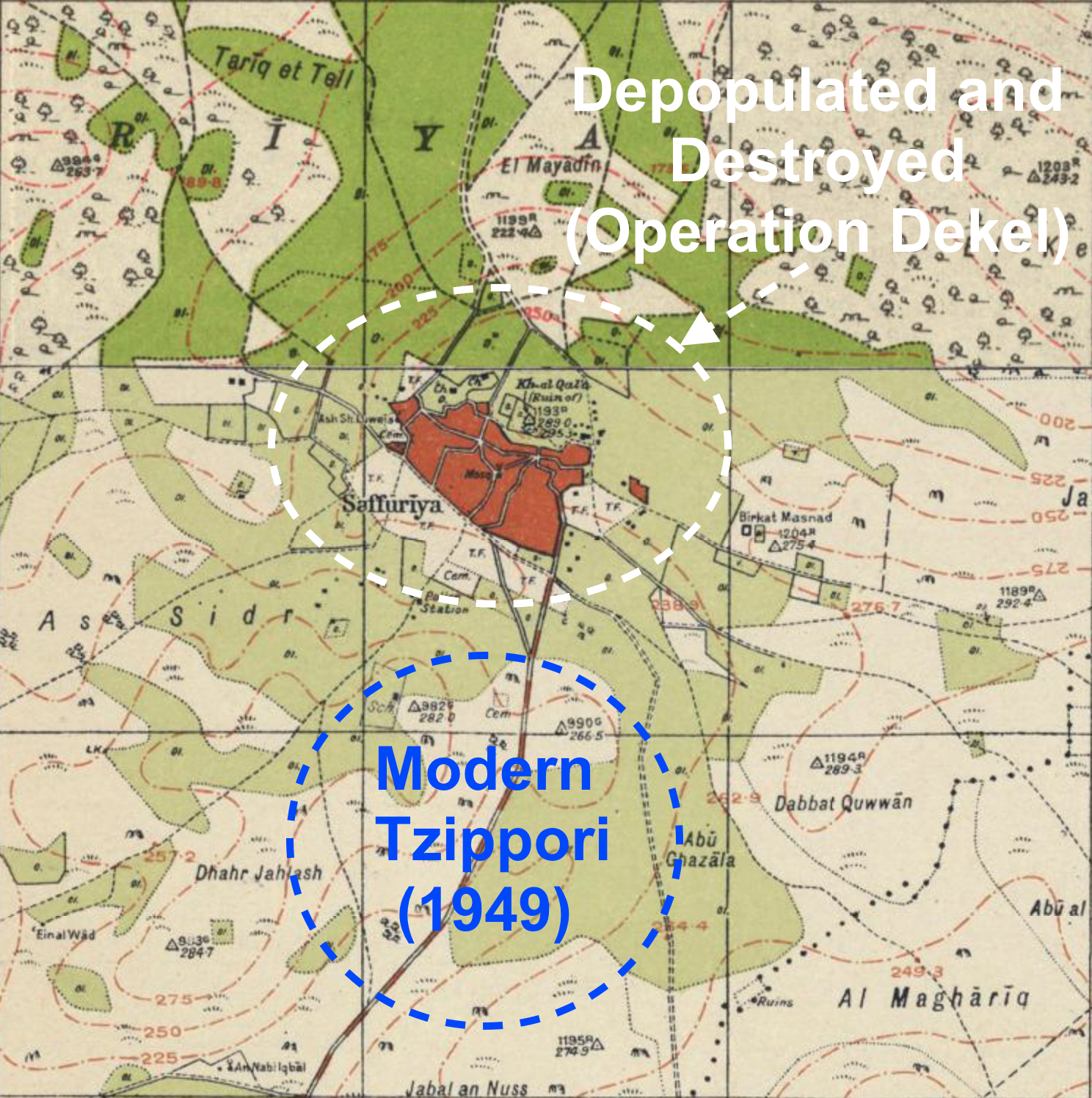
Saffuriya auf einer Karte aus den 1940er-Jahren. Die Lage des damals noch nicht bestehenden Tzippori ist eingezeichnet

Unter dem britischen Mandat wurde Saffuriya zum größten Dorf in Galiläa und lebte vor allem vom Anbau von Oliven. Nach der Israelischen Unabhängigkeitserklärung am 14. Mai 1948 unterstützten die Bewohner die Arabische Befreiungsarmee im Palästinakrieg. Am 1. Juli 1948 bombardierte die israelische Luftwaffe das Dorf. Am 16. Juli 1948 wurde das Dorf durch die israelischen Streitkräfte erobert. Die meisten Einwohner flohen, der Widerstand der wenigen verbliebenen brach schnell zusammen. Die Zurückkehrenden wurden erneut vertrieben und verloren das Recht zur Rückkehr. 1949 wurde der Moschav Tzippori südlich des Dorfs gegründet. Die verbliebenen arabischen Einwohner wurden in den 1960er Jahren deportiert und das Dorf abgerissen.

### Grabungsberichte
- Eric M. Meyers, Carol L. Meyers (Hrsgg.): The Pottery from Ancient Sepphoris. Sepphoris Excavation Reports I. Eisenbrauns, Winona Lake/IN 2013, ISBN 978-1-57506-269-3
- Eric C. Lapp: The Clay Lamps from Ancient Sepphoris: Light Use and Regional Interactions. Sepphoris Excavation Reports II. Eisenbrauns, Winona Lake/IN 2016, ISBN 978-1-57506-404-8
- Eric M. Meyers, Carol L. Meyers, Benjamin D. Gordon: The Architecture, Stratigraphy, and Artifacts of the Western Summit of Sepphoris. Sepphoris Excavations Reports III. Eisenbrauns, Winona Lake/IN 2018.
- James F. Strange, Thomas R. W. Longstaff, Dennis E. Groh: Excavations at Sepphoris I. University of South Florida Probes in the Citadel and Villa (= The Brill Reference Library of Judaism 22). Brill, Leiden/Boston 2006, ISBN 978-90-04-12626-8

### Sonstige
- Stuart S. Miller: Studies in the history and traditions of Sepphoris. Brill, Leiden 1984, ISBN 90-04-06926-7.
- Günter Stemberger: Die Bedeutung des Tierkreises auf Mosaikböden spätantiker Synagogen. In: ders. (Hrsg.): Studien zum rabbinischen Judentum. Stuttgart 1990, S. 177–228.
- Eric M. Meyers, Ehud Netzer, Carol L. Meyers: Sepphoris. Eisenbrauns, Winona Lake Ind 1992, ISBN 0-9602686-9-3.
- Ze'ev Weiss, Ehud Netzer: Promise and Redemption: a Synagogue Mosaic from Sepphoris. Israel Museum, Jerusalem 1996, ISBN 965-278-184-3.
- Rebecca Martin Nagy (Hrsg.): Sepphoris in Galilee: crosscurrents of culture. Exhibition North Carolina Museum of Art, Raleigh NC, 17. November 1996 - 6 July 1997; Kelsey Museum of Archaeology and the University of Michigan Museum of Art, Ann Arbor Mich., 7. September 1997 – 14 December 1997. Raleigh NC 1996, ISBN 0-88259-971-2.
- Rina Talgam, Ze'ev Weiss: The mosaics of the house of Dionysos at Sepphoris – excavated by E. M. Meyers, E. Netzer and C. L. Meyers (= Qedem Monographs 44). Institute of Archaeology, Jerusalem 2004.
- Zeev Weiss: The Sepphoris Synagogue: Deciphering an Ancient Message through its Archaeological and socio-Historical Contexts. Jerusalem 2005, ISBN 965-221-057-9.